# Roy Kayara
Roy Kayara (2 de mayo de 1990 en Hienghène) es un futbolista neocaledonio que juega como mediocampista en el Hienghène Sport de la Superliga de Nueva Caledonia.

## Carrera
Debutó en 2007 en el Hienghène Sport. En 2010 pasó al AS Magenta, con el que ganó la Copa de Nueva Caledonia, aunque para principios de 2011 regresaría al Hienghène, con el que ganaría nuevamente la Copa neocaledonia en 2013. Ese mismo año, en el que también entrenó con el Sheffield United de Inglaterra, fue contratado por el Team Wellington neozelandés. Luego de obtener el subtítulo en la ASB Premiership 2013/14 y la clasificación a la Liga de Campeones de la OFC 2015, regresó al Hienghène. Tras un corto paso por el Pirae de la Polinesia Francesa en 2015, jugó en el elenco neocaledonio hasta su regreso al Wellington en 2017.

### Clubes
| Club            | País               | Año             |
| --------------- | ------------------ | --------------- |
| Hienghène Sport | Nueva Caledonia    | 2007 - 2009     |
| AS Magenta      | Nueva Caledonia    | 2010            |
| Hienghène Sport | Nueva Caledonia    | 2011 - 2013     |
| Team Wellington | Nueva Zelanda      | 2013 - 2014     |
| Hienghène Sport | Nueva Caledonia    | 2014            |
| AS Pirae        | Polinesia Francesa | 2015            |
| Hienghène Sport | Nueva Caledonia    | 2015 - 2017     |
| Team Wellington | Nueva Zelanda      | 2017 - 2018     |
| Hienghène Sport | Nueva Caledonia    | 2018 - Presente |

### Selección nacional
Fue parte del plantel de Nueva Caledonia que consiguió el subcampeonato en la Copa de las Naciones de la OFC 2012, en la que Kayara marcó uno de los tantos con los que los Les Cagous vencieron a Nueva Zelanda en semifinales. Volvió a participar en la edición 2016, donde los neocaledonios fueron eliminados en semifinales.

## Palmarés

### Nacionales
| Título                       | Club            | País            | Año  |
| ---------------------------- | --------------- | --------------- | ---- |
| Copa de Nueva Caledonia      | AS Magenta      | Nueva Caledonia | 2010 |
| Copa de Nueva Caledonia      | Hienghène Sport | Nueva Caledonia | 2013 |
| Charity Cup                  | Team Wellington | Nueva Zelanda   | 2017 |
| Superliga de Nueva Caledonia | Hienghène Sport | Nueva Caledonia | 2019 |
| Copa de Nueva Caledonia      | Hienghène Sport | Nueva Caledonia | 2019 |

### Internacionales
| Título            | Club            | País            | Año  |
| ----------------- | --------------- | --------------- | ---- |
| Liga de Campeones | Team Wellington | Nueva Zelanda   | 2018 |
| Liga de Campeones | Hienghène Sport | Nueva Caledonia | 2019 |